# Селско, горско и рибно стопанство
Селско, горско и рибно стопанство е един от 20-те основни отрасъла на икономиката в Статистическата класификация на икономическите дейности за Европейската общност.
Секторът обхваща извличането на продукти от растения и животни чрез тяхното отглеждане в предназначени за това стопанства или направо от естествената им среда. Той включва селското стопанство (растениевъдство и животновъдство), горското стопанство (включително дърводобива), рибното стопанство (включително стопанският риболов), стопанският лов и пряко свързаните с тях спомагателни дейности.